# Eleccions legislatives gregues de 1977
Les eleccions legislatives gregues de 1977 se celebraren el 18 d'octubre de 1977. El partit més votat fou el Nova Democràcia, i el seu cap Konstandinos Karamanlís, va formar govern.

## Resultats
| Nova Democràcia | Konstandinos Karamanlís | 2,146,365   | 41.84 |        | 171 |     |  |
| PASOK | Andreas Papandreou      | 1,300,025   | 25.34 |        | 93  |     |  |
| Unió del Centre Democràtic (EDIK)                                                                                                 | Georgios Mavros         | 612,782     | 11.95 |        | 16  |     |  |
| Partit Comunista de Grècia | Harilaos Florakis       | 480,272     | 9.36  |        | 11  |     |  |
| Alineament Nacional (EP) | Stefanos Stefanopoulos  | 349,988     | 6.82  |        | 5   |     |  |
| Aliança de Forces Progressistes i d'Esquerra (KKE Interior)                                                                       |                         | 139,356     | 2.72  |        | 2   |     |  |
| Partit dels Nous Liberals | Konstandinos Mitsotakis | 55,494      | 1.08  |        | 2   |     |  |
| Moviment Comunista Revolucionari de Grècia (EKKE)                                                                                 |                         | 11,895      | 0.23  |        | 0   |     |  |
| Unitat Democràtica Popular (LDE)                                                                                                  |                         | 8,839       | 0.17  |        | 0   |     |  |
| Altres |                         | 24,751      | 0.49  |        | 0   |     |  |
| Vots vàlids | Vots vàlids             | Vots vàlids |       | 100,00 |     | 300 |  |
| Vots nuls |                         |             |       |        |     |     |  |
| Total | Total                   | Total       | (%)   |        |     |     |  |
| Fonts: Web del Ministeri Grec d'Interior http://www.ypes.gr/ekloges/content/gr/ethnik_fr.htm, "Arxius de Konstandinos Karamanlís" |                         |             |       |        |     |     |  |